# Шмырёв, Ростислав Минаевич
Ростислав Минаевич Шмырёв (13 марта 1937, село Заполье, Городокский район (Витебская область) — 1 апреля 1995) — советский и белорусский актёр театра и кино, сценарист.

## Биография
Ростислав Шмырёв родился 13 марта 1937 года в белорусском селе Заполье Городокского района (Витебская область). Его мать Ирина Буравкина в 1942 году вышла замуж за партизанского командира Миная Шмырёва, который был известен как батька Минай. Шмырёв усыновил Ростислава и дал ему свои фамилию и отчество. Позже в 1971 году он снял фильм о своём отчиме «Батька».
В 1960 году закончил ВГИК. В 1981—1995 годах работал актёром и сценаристом на киностудии «Беларусьфильм» и в белорусском Театре киноактёра.
Умер 1 апреля 1995 года.

## Работы в театре
- «Утиная охота» — Кушак
- «Смотрите, кто пришёл» — Табунов
- «Страницы его полёта» — Тарич
- «Фантазии по Гоголю» — трактирщик
- «Гамлет» — Полоний
- «Босоногий в Афинах» — Сократ

## Фильмография

### Актёр
1. 1960 — Человек не сдаётся («Беларусьфильм») — Иван Морозов
2. 1961 — День, когда исполняется 30 лет — член художественного кружка (нет в титрах)
3. 1962 — Стальная колыбель — командир
4. 1964 — Павлик — отец Павлика
5. 1967 — Житие и вознесение Юрася Братчика — бродяга-«апостол»
6. 1967 — Рядом с вами — Петя, парень, который пытался познакомиться с Нюсей в такси
7. 1968 — Десятая доля пути
8. 1970 — Нечаянная любовь — сосед Иван Синевец (в титрах В. Шмырёв)
9. 1970 — Спеши строить дом — односельчанин
10. 1970—1972 — Руины стреляют… (2-я серия) — Грачёв
11. 1971 — Батька — эпизод
12. 1971 — Весенняя сказка — эпизод
13. 1971 — Жизнь и смерть дворянина Чертопханова (2-я серия) — мужик в трактире
14. 1971 — Запрос — эпизод
15. 1972 — После ярмарки — Тарас, урядник
16. 1973 — Горя бояться — счастья не видать (1-я серия) — эпизод
17. 1973 — Красный агат (новелла «Антиквары») — Иванцов
18. 1974 — Великий укротитель — клоун Вася
19. 1974 — Весёлый калейдоскоп (новелла «Сюрпризы после смены») — прораб
20. 1974 — Потому что люблю — — руководитель полётов
21. 1974 — Приключения в городе, которого нет — генерал
22. 1975 — Волчья стая
23. 1975 — Факт биографии — гость у Шумовых (нет в титрах)
24. 1976 — Венок сонетов — артист театра, исполнитель роли Вершинина в «Трёх сёстрах»
25. 1976 — Всего одна ночь — капитан Соболев
26. 1976 — Легко быть добрым — Русаков, начальник участка
27. 1976 — По секрету всему свету (1-я серия) — директор школы
28. 1976 — Спроси себя — Лужин
29. 1976 — Маринка, Янка и тайны королевского замка — эпизод
30. 1977 — В профиль и анфас (новелла «Берега») — эпизод
31. 1977 — Гарантирую жизнь — эпизод
32. 1977 — Про Красную Шапочку — доктор
33. 1977 — Три весёлые смены — эпизод
34. 1978 — Антонина Брагина — знакомый Брагиных в ресторане
35. 1978 — Встреча в конце зимы — Кирилл Калиныч
36. 1978 — Поговорим, брат… — эпизод (как В. Шмырёв)
37. 1978 — Прошлогодняя кадриль — эпизод
38. 1978 — Пуск
39. 1979 — Звон уходящего лета — колхозник
40. 1979 — Красный велосипед — эпизод
41. 1979 — Соседи — председатель колхоза
42. 1980 — Амнистия — рабочий фабрики игрушек
43. 1980 — Атланты и кариатиды (6-я и 7-я серии) — начальник милиции, участник совещания
44. 1980 — Второе рождение — начальник автоколонны (нет в титрах)
45. 1981 — Андрей и злой чародей — эпизод
46. 1981 — Его отпуск — Василий, начальник отдела кадров завода «Красный луч» (в титрах В. Шмырёв)
47. 1981 — Паруса моего детства — мельник
48. 1981 — Раскиданное гнездо — эпизод
49. 1982 — Иван — капитан из военкомата
50. 1982 — Личные счёты — эпизод
51. 1983 — Водитель автобуса — капитан милиции (2-я серия)
52. 1983 — Дело для настоящих мужчин — Фёдор Петрович, директор хлебозавода
53. 1983 — Жил-был Пётр — эпизод
54. 1983 — Как я был вундеркиндом — друг дедушки
55. 1984 — Осенний подарок фей — придворный рыцарь в Средневековье
56. 1985 — С юбилеем подождём — бухгалтер
57. 1985 — Я любил вас больше жизни — командующий фронтом
58. 1986 — Вызов
59. 1986 — Государственная граница. Год сорок первый — Анатолий Геннадьевич
60. 1986 — Летние впечатления о планете Z — продавец
61. 1986 — Личный интерес — участник совещания
62. 1986 — Полёт в страну чудовищ — регулировщик
63. 1987 — Нетерпение души — эпизод
64. 1987 — Приказ — отец Степана Пантелеева
65. 1988 — Мудромер — командир пожарной команды (в титрах В. Шмырёв)
66. 1989 — Степан Сергеич — Игорь Борисович, парторг в НИИ
67. 1990 — Плач перепёлки — Маштаков (в титрах Р. Шмыров)
68. 1990 — Человек из чёрной «Волги» — участник совещания
69. 1991 — Седая легенда — эпизод (в титрах В. Шмырёв)
70. 1992 — Слава Богу, не в Америке… (Россия, Беларусь)
71. 1993 — Тутэйшыя (Беларусь) — эпизод
72. 1994 — Заколдованные (Россия, Беларусь) — эпизод
73. 1994 — Шляхтич Завальня, или Беларусь в фантастических рассказах (Беларусь) — слуга
74. 1995 — На чёрных лядах (Беларусь) — наставник

### Озвучивание
1. 1975 — Чёрное солнце (Беларусьфильм)
2. 1988 — Конец сезона мороженого (пол. Koniec sezonu na lody; Польша)

### Сценарист
1. 1971 — Батька
2. 1974 — Весёлый калейдоскоп (новелла «Сюрпризы после смены»)
3. 1979 — Звон уходящего лета
4. 1994 — Изгнанник (Беларусь, короткометражный)